# Christian O. Großmann

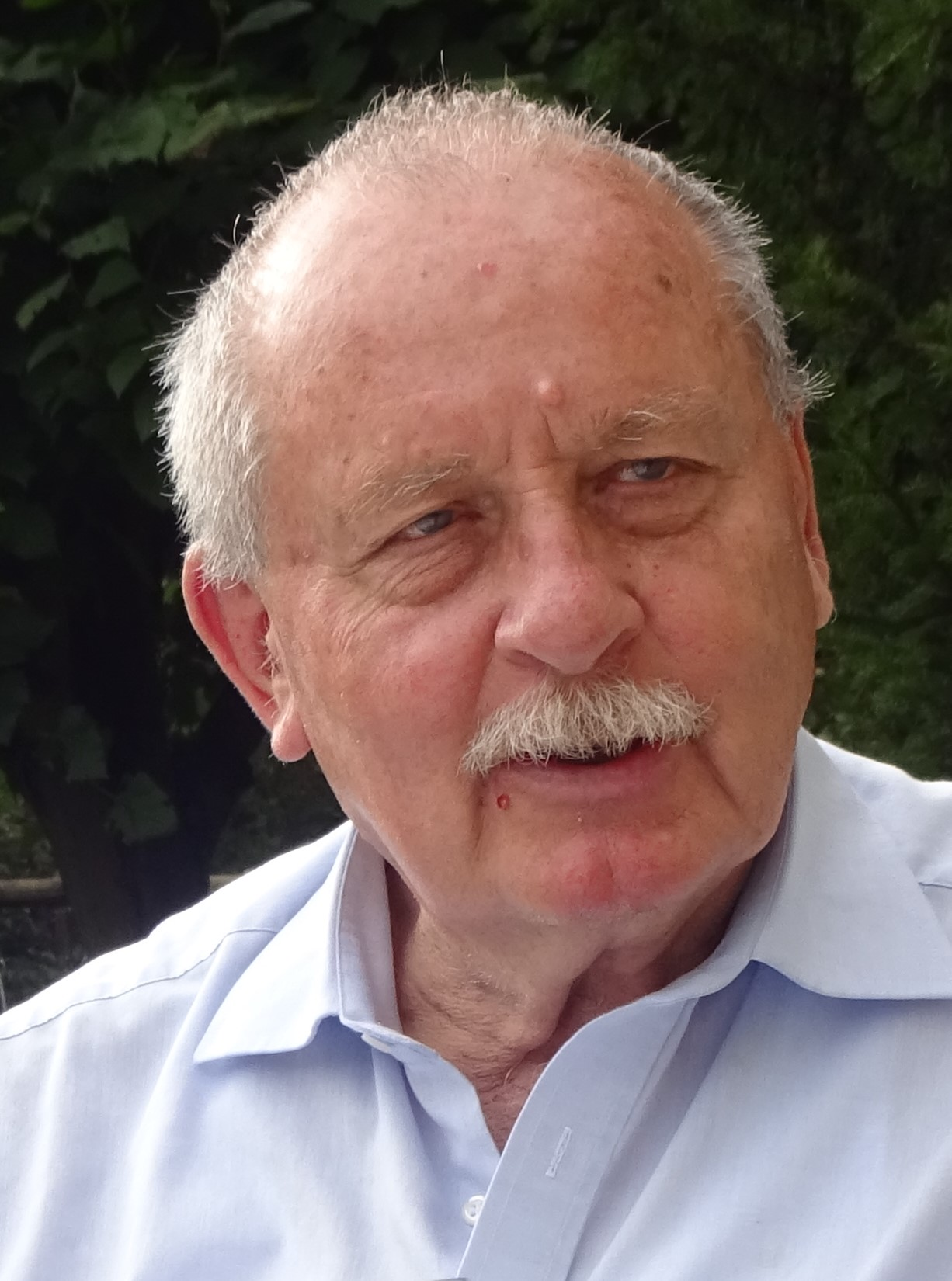
Christian Großmann

Christian Großmann (* 24. September 1946 in Ottendorf-Okrilla) ist ein deutscher Mathematiker und ehemaliger Hochschullehrer. Er beschäftigt sich mit  Arbeiten im Grenzfeld von Optimierung und Numerik partieller Differentialgleichungen und Variationsproblemen.

## Werdegang
Christian Großmann studierte Mathematik an der TU Ilmenau. 1971 diplomierte er ebenda, 1972/73 erfolgte die Promotion auf dem Gebiet der Optimierung und der Wechsel zur TU Dresden. In den Jahren 1975/76 weilte er an der Akademie der Wissenschaften der UdSSR in Nowosibirsk. In Dresden habilitierte er sich 1979 auf dem Gebiet der Numerischen Analysis, wurde 1980 Dozent und 1983 Ordentlicher Professor für Numerische Analysis. Zu seiner zweiten Heimat wurde die Universität Kuwait mit Gastaufenthalten 1986/87, 1992–1998 und 2012/2013. Nach seiner Emeritierung 2011 wirkte er in den Jahren 2011 und 2015–2018 jeweils für mehrere Monate an der Universität Zielona Góra.

## Zum mathematischen Werk
Schwerpunkte seiner Arbeiten sind:
- Optimierungsmethoden
- Numerik partieller Differentialgleichungen
- Optimale Kontrollprobleme und ihre Diskretisierung
- Variationsungleichungen
- Einschließende Diskretisierungsverfahren

Im zbMath werden 96 Publikationen aufgeführt, darunter zahlreiche Bücher.

## Schriften
Bücher
- (mit H. Kleinmichel) Verfahren der nichtlinearen Optimierung. Teubner, Leipzig 1976
- (mit H.-G. Roos) Numerik partieller Differentialgleichungen. Teubner, Stuttgart 1992
- (mit J. Terno) Numerik der Optimierung. Teubner, Stuttgart 1993
- (mit H.-G. Roos) Numerische Behandlung partieller Differentialgleichungen. Teubner, Stuttgart 2005
- (mit H.-G. Roos und M. Stynes) Numerical treatment of partial differential equations. Springer, Berlin 2007

ausgewählte wissenschaftliche Arbeiten
- (mit S. Carl und C. V. Pao) Existence and monotone iterations for parabolic differential inclusions. Comm. Appl. Nonlin. Analysis, 3(1996), 1–24
- (mit S. Carl) Monotone enclosure for elliptic and parabolic systems with nonmonotone nonlinearities. J. Math. Anal. Appl.

, 151(1990), 190–202
- (mit M. Krätzschmar und H.-G. Roos) Uniformly enclosing discretization methods for weakly nonlinear boundary value problems. Numer. Math., 49(1986), 95–110